# تپه بردبل ۲
تپه بردبل ۲ مربوط به عصر مفرغ - عصر آهن است و در شهرستان ایلام، بخش مرکزی، دهستان میشخاص، روستای پاکل واقع شده و این اثر در تاریخ ۲۶ اسفند ۱۳۸۷ با شمارهٔ ثبت ۲۶۰۲۷ به‌عنوان یکی از آثار ملی ایران به ثبت رسیده است.